# آلجایرز (نیواورلئان)
آلجایرز (به انگلیسی: Algiers) یک منطقهٔ مسکونی در ایالات متحده آمریکا است که در لوئیزیانا واقع شده‌است. آلجایرز ۵۰٬۹۹۵ نفر جمعیت دارد.